# Терлецький Володимир Миколайович
Володимир Миколайович Терлецький (1918—1943) — шофер бойової машини БМ-13 273-го гвардійського мінометного дивізіону 50-го гвардійського мінометного полку Північно-Кавказького фронту, гвардії старший сержант. Герой Радянського Союзу.

## Біографія
Народився 23 квітня 1918 року в місті Погребище, в сім'ї службовця. Українець. Закінчив 9 класів, працював шофером на Погребищенському цукровому заводі.
У Червоній Армії з 1940 року. На фронті Другої світової війни з серпня 1942 року. Шофер бойової машини БМ-13 273-го гвардійського мінометного дивізіону гвардії старший сержант Володимир Терлецький в бою 28 травня 1943 року за населені пункти Київське та Молдаванське Краснодарського краю, ведучи «катюшу» на вогневу позицію, був важко поранений, але до кінця виконав свій військовий обов'язок. Помер від отриманих ран. Спочатку похований на військовому кладовищі, яке знаходилося на території школи № 2 міста Темрюк Краснодарського краю. Пізніше був перепохований на Темрюкському міському меморіалі. На могилі встановлено пам'ятник.
За мужність і героїзм Указом Президії Верховної Ради СРСР від 25 жовтня 1943 року гвардії старшому сержантові Терлецькому Володимиру Миколайовичу посмертно присвоєно звання Героя Радянського Союзу. Нагороджений орденом Леніна.

## Пам'ять

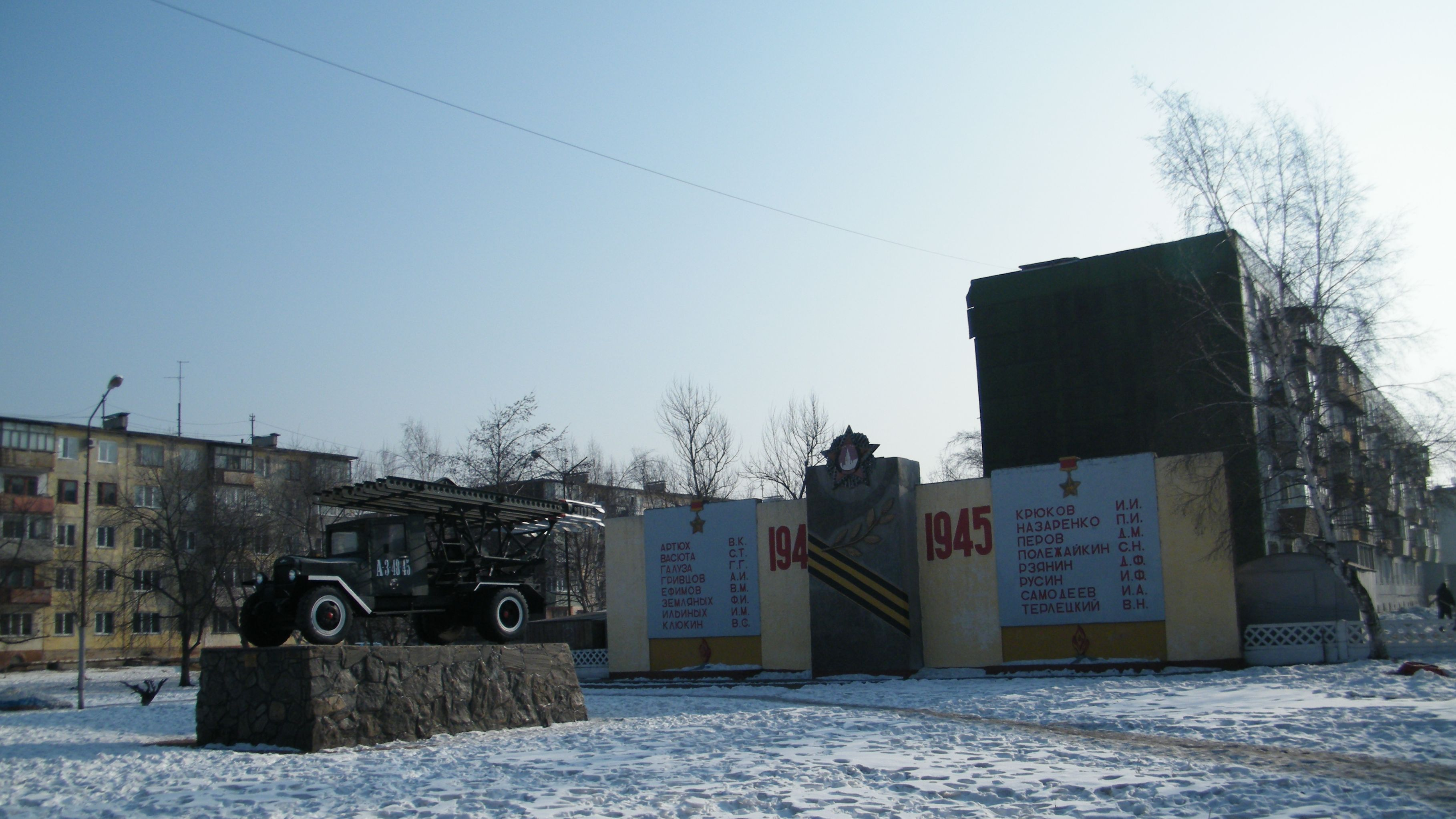
Місто Уссурійськ, УВВАКУ

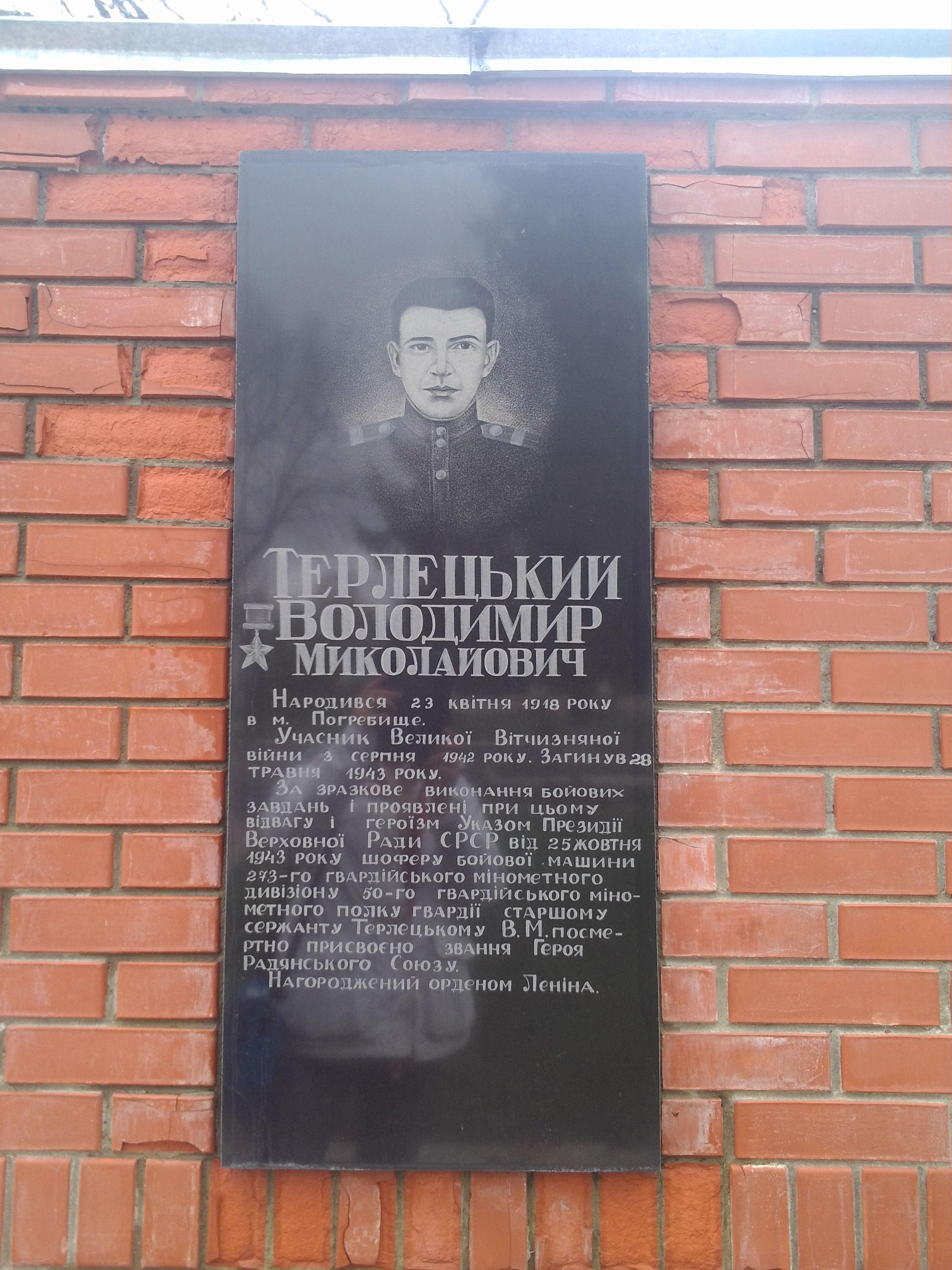
Меморіал у Погребищі

Ім'я Героя носять вулиця в Погребищі, а також площа і вулиця в Темрюці. На фасаді школи № 2 в Темрюці встановлена меморіальна дошка.
Ім'я воїна-водія, Героя Радянського Союзу Терлецького В. М. увічнено на стіні пам'яті Уссурійського вищого військового автомобільного командного училища.
Також, його ім'я є на меморіальній дошці Героїв у Погребищі.